# Masters de Patinação
O Masters de Patinação (em francês:  Masters de Patinage) é uma competição nacional de patinação artística no gelo de níveis sênior e júnior, sediado na cidade de Orléans, França.

## Edições
| Ano  | Edição | Cidade sede     | Sênior | Sênior | Sênior | Sênior | Sênior | Júnior | Júnior | Júnior | Júnior | Júnior | Ref    |
| Ano  | Edição | Cidade sede     | M      | F      | P      | D      | S      | M      | F      | P      | D      | S      | Ref    |
| ---- | ------ | --------------- | ------ | ------ | ------ | ------ | ------ | ------ | ------ | ------ | ------ | ------ | ------ |
| 2008 | 1.ª    | Orléans         | •      | •      | •      | •      | –      | •      | •      | •      | •      | –      | [ 1 ]  |
| 2009 | 2.ª    | Orléans         | •      | •      | •      | •      | –      | •      | •      | •      | •      | –      | [ 2 ]  |
| 2010 | 3.ª    | Orléans         | •      | •      | •      | •      | –      | •      | •      | •      | •      | –      | [ 3 ]  |
| 2011 | 4.ª    | Orléans         | •      | •      | •      | •      | –      | •      | •      | •      | •      | –      | [ 3 ]  |
| 2012 | 5.ª    | Orléans         | •      | •      | •      | •      | –      | •      | •      | –      | •      | –      | [ 4 ]  |
| 2013 | 6.ª    | Orléans         | •      | •      | •      | •      | –      | •      | •      | –      | •      | –      | [ 5 ]  |
| 2014 | 7.ª    | Orléans         | •      | •      | •      | •      | –      | •      | •      | –      | •      | –      | [ 6 ]  |
| 2015 | 8.ª    | Orléans         | •      | •      | •      | •      | –      | •      | •      | –      | •      | –      | [ 7 ]  |
| 2016 | 9.ª    | Villard-de-Lans | •      | •      | •      | •      | –      | •      | •      | –      | •      | –      | [ 8 ]  |
| 2017 | 10.ª   | Villard-de-Lans | •      | •      | •      | •      | –      | •      | •      | •      | •      | –      | [ 9 ]  |
| 2018 | 11.ª   | Villard-de-Lans | •      | •      | •      | •      | •      | •      | •      | •      | •      | •      | [ 10 ] |

## Lista de medalhistas

### Sênior

#### Individual masculino
| Evento                          | Ouro              | Prata           | Bronze            |
| Orléans 2008 (detalhes)         | Alban Préaubert   | Brian Joubert   | Yannick Ponsero   |
| Orléans 2009 (detalhes)         | Florent Amodio    | Brian Joubert   | Alban Préaubert   |
| Orléans 2010 (detalhes)         | Brian Joubert     | Florent Amodio  | Alban Préaubert   |
| Orléans 2011 (detalhes)         | Florent Amodio    | Brian Joubert   | Chafik Besseghier |
| Orléans 2012 (detalhes)         | Florent Amodio    | Brian Joubert   | Chafik Besseghier |
| Orléans 2013 (detalhes)         | Florent Amodio    | Florian Lejeune | Romain Ponsart    |
| Orléans 2014 (detalhes)         | Chafik Besseghier | Florent Amodio  | Romain Ponsart    |
| Orléans 2015 (detalhes)         | Romain Ponsart    | Simon Hocquaux  | Florent Amodio    |
| Villard-de-Lans 2016 (detalhes) | Chafik Besseghier | Philip Warren   | Adrien Tesson     |
| Villard-de-Lans 2017 (detalhes) | Romain Ponsart    | Adrien Tesson   | Philip Warren     |
| Villard-de-Lans 2018 (detalhes) | Kévin Aymoz       | Luc Economides  | Adrien Tesson     |

#### Individual feminino
| Evento                          | Ouro                    | Prata                     | Bronze                    |
| Orléans 2008 (detalhes)         | Candice Didier          | Maé-Bérénice Méité        | Gwendoline Didier         |
| Orléans 2009 (detalhes)         | Gwendoline Didier       | Vincianne Fortin          | nenhuma outra competidora |
| Orléans 2010 (detalhes)         | Candice Didier          | Maé-Bérénice Méité        | Léna Marrocco             |
| Orléans 2011 (detalhes)         | Maé-Bérénice Méité      | Lénaëlle Gilleron-Gorry   | Yrétha Silété             |
| Orléans 2012 (detalhes)         | Lénaëlle Gilleron-Gorry | Maé-Bérénice Méité        | Léna Marrocco             |
| Orléans 2013 (detalhes)         | Maé-Bérénice Méité      | Candice Didier            | Lénaëlle Gilleron-Gorry   |
| Orléans 2014 (detalhes)         | Maé-Bérénice Méité      | Laurine Lecavelier        | Anaïs Ventard             |
| Orléans 2015 (detalhes)         | Laurine Lecavelier      | nenhuma outra competidora | nenhuma outra competidora |
| Villard-de-Lans 2016 (detalhes) | Laurine Lecavelier      | Maé-Bérénice Méité        | Léa Serna                 |
| Villard-de-Lans 2017 (detalhes) | Maé-Bérénice Méité      | Laurine Lecavelier        | Léa Serna                 |
| Villard-de-Lans 2018 (detalhes) | Laurine Lecavelier      | Maé-Bérénice Méité        | Léa Serna                 |

#### Duplas
| Evento                          | Ouro                          | Prata                              | Bronze                             |
| Orléans 2008 (detalhes)         | Adeline Canac Maximin Coia    | Vanessa James Yannick Bonheur      | Camille Foucher Bruno Massot       |
| Orléans 2009 (detalhes)         | Vanessa James Yannick Bonheur | Adeline Canac Maximin Coia         | Melodie Chataignier Medhi Bouzzine |
| Orléans 2010 (detalhes)         | Adeline Canac Yannick Bonheur | Melodie Chataignier Medhi Bouzzine | Anne Laure Letscher Bruno Massot   |
| Orléans 2011 (detalhes)         | Vanessa James Morgan Ciprès   | Daria Popova Bruno Massot          | Anne Laure Letscher Artem Patlasov |
| Orléans 2012 (detalhes)         | Vanessa James Morgan Ciprès   | Daria Popova Bruno Massot          | nenhum outro competidor            |
| Orléans 2013 (detalhes)         | Daria Popova Bruno Massot     | Vanessa James Morgan Cipres        | nenhum outro competidor            |
| Orléans 2014 (detalhes)         | Vanessa James Morgan Cipres   | Daria Popova Bruno Massot          | nenhum outro competidor            |
| Orléans 2015 (detalhes)         | Vanessa James Morgan Cipres   | Camille Mendoza Pavel Kovalev      | nenhum outro competidor            |
| Villard-de-Lans 2016 (detalhes) | Camille Mendoza Pavel Kovalev | nenhum outro competidor            | nenhum outro competidor            |
| Villard-de-Lans 2017 (detalhes) | Vanessa James Morgan Cipres   | Lola Esbrat Andrei Novoselov       | Camille Mendoza Pavel Kovalev      |
| Villard-de-Lans 2018 (detalhes) | Vanessa James Morgan Cipres   | Camille Mendoza Pavel Kovalev      | nenhum outro competidor            |

#### Dança no gelo
| Evento                          | Ouro                                  | Prata                              | Bronze                                |
| Orléans 2008 (detalhes)         | Isabelle Delobel Olivier Schoenfelder | Nathalie Péchalat Fabian Bourzat   | Pernelle Carron Mathieu Jost          |
| Orléans 2009 (detalhes)         | Nathalie Péchalat Fabian Bourzat      | Zoe Blanc Pierre-Loup Bouquet      | Pernelle Carron Lloyd Jones           |
| Orléans 2010 (detalhes)         | Nathalie Péchalat Fabian Bourzat      | Pernelle Carron Lloyd Jones        | Zoe Blanc Pierre-Loup Bouquet         |
| Orléans 2011 (detalhes)         | Nathalie Péchalat Fabian Bourzat      | Charlène Denize Quentin Langlois   | Harmonie Lafont Stanislas Etzol       |
| Orléans 2012 (detalhes)         | Nathalie Péchalat Fabian Bourzat      | Pernelle Carron Lloyd Jones        | nenhum outro competidor               |
| Orléans 2013 (detalhes)         | Nathalie Péchalat Fabian Bourzat      | Pernelle Carron Lloyd Jones        | Gabriella Papadakis Guillaume Cizeron |
| Orléans 2014 (detalhes)         | Gabriella Papadakis Guillaume Cizeron | Marie-Jade Lauriault Romain Le Gac | Lorenza Alessandrini Pierre Souquet   |
| Orléans 2015 (detalhes)         | Lorenza Alessandrini Pierre Souquet   | Laureline Aubry Kevin Bellingard   | Mathilde Dias Jean Denis Sanchis      |
| Villard-de-Lans 2016 (detalhes) | Gabriella Papadakis Guillaume Cizeron | Marie-Jade Lauriault Romain Le Gac | Lorenza Alessandrini Pierre Souquet   |
| Villard-de-Lans 2017 (detalhes) | Gabriella Papadakis Guillaume Cizeron | Marie-Jade Lauriault Romain Le Gac | Angélique Abachkina Louis Thauron     |
| Villard-de-Lans 2018 (detalhes) | Marie-Jade Lauriault Romain Le Gac    | Adelina Galyavieva Louis Thauron   | Julia Wagret Pierre Souquet           |

#### Patinação sincronizada
| Evento                          | Ouro        | Prata                   | Bronze                  |
| Villard-de-Lans 2018 (detalhes) | Les Zoulous | nenhum outro competidor | nenhum outro competidor |

### Júnior

#### Individual masculino júnior
| Evento                          | Ouro             | Prata          | Bronze              |
| Orléans 2008 (detalhes)         | Florent Amodio   | Morgan Ciprès  | Christopher Boyadji |
| Orléans 2009 (detalhes)         | Romain Ponsart   | Morgan Ciprès  | Thomas Sosniak      |
| Orléans 2010 (detalhes)         | Thomas Sosniak   | Romain Ponsart | Charles Tetar       |
| Orléans 2011 (detalhes)         | Charles Tetar    | Thomas Sosniak | Maxime Petraru      |
| Orléans 2012 (detalhes)         | Charles Tetar    | Simon Hocquaux | Noël-Antoine Pierre |
| Orléans 2013 (detalhes)         | Simon Hocquaux   | Adrien Tesson  | Charles Tetar       |
| Orléans 2014 (detalhes)         | Simon Hocquaux   | Kévin Aymoz    | Adrien Tesson       |
| Orléans 2015 (detalhes)         | Kévin Aymoz      | Adrien Tesson  | Luc Economides      |
| Villard-de-Lans 2016 (detalhes) | Landry Le May    | Luc Economides | Adam Siao Him Fa    |
| Villard-de-Lans 2017 (detalhes) | Luc Economides   | Maxence Collet | Lotfi Sereir        |
| Villard-de-Lans 2018 (detalhes) | Adam Siao Him Fa | Xavier Vauclin | Landry le May       |

#### Individual feminino júnior
| Evento                          | Ouro               | Prata            | Bronze                  |
| Orléans 2008 (detalhes)         | Vincianne Fortin   | Léna Marrocco    | Yrétha Silété           |
| Orléans 2009 (detalhes)         | Maé Bérénice Méité | Léna Marrocco    | Yrétha Silété           |
| Orléans 2010 (detalhes)         | Yrétha Silété      | Anaïs Ventard    | Lénaëlle Gilleron-Gorry |
| Orléans 2011 (detalhes)         | Anaïs Ventard      | Aline Zerourou   | Flora Leblanc           |
| Orléans 2012 (detalhes)         | Laurine Lecavelier | Nadjma Mahmoud   | Carla Monzali           |
| Orléans 2013 (detalhes)         | Laurine Lecavelier | Léna Marrocco    | Léa Serna               |
| Orléans 2014 (detalhes)         | Léa Serna          | Alizée Crozet    | Pauline Wanner          |
| Orléans 2015 (detalhes)         | Pauline Wanner     | Julie Froetscher | Alizée Crozet           |
| Villard-de-Lans 2016 (detalhes) | Julie Froetscher   | Alizée Crozet    | Nadjma Mahamoud         |
| Villard-de-Lans 2017 (detalhes) | Pauline Wanner     | Heloise Pitot    | Oceane Piegad           |
| Villard-de-Lans 2018 (detalhes) | Anna Kuzmenko      | Alizée Crozet    | Lola Ghozali            |

#### Duplas júnior
| Evento                          | Ouro                                | Prata                              | Bronze                             |                                    |
| Orléans 2008 (detalhes)         | Anne Laure Letscher Rudy Halmaert   | nenhum outro competidor            | nenhum outro competidor            |                                    |
| Orléans 2009 (detalhes)         | Camille Foucher Bruno Massot        | nenhum outro competidor            | nenhum outro competidor            |                                    |
| Orléans 2010 (detalhes)         | Marie Diamoneka Artem Patlasov      | nenhum outro competidor            | nenhum outro competidor            |                                    |
| Orléans 2011 (detalhes)         | Camille Mendoza Christopher Boyadji | nenhum outro competidor            | nenhum outro competidor            |                                    |
| 2012–2016                       | Não houve disputa de duplas júnior  | Não houve disputa de duplas júnior | Não houve disputa de duplas júnior | Não houve disputa de duplas júnior |
| Villard-de-Lans 2017 (detalhes) | Cléo Hamon Denys Strekalin          | nenhum outro competidor            | nenhum outro competidor            |                                    |
| Villard-de-Lans 2018 (detalhes) | Liudmila Molchanova Remi Belmonte   | nenhum outro competidor            | nenhum outro competidor            |                                    |

#### Dança no gelo júnior
| Evento                          | Ouro                                  | Prata                                     | Bronze                                    |
| Orléans 2008 (detalhes)         | Charlène Guignard Guillaume Paulmier  | Rowan Musson Neil Brown                   | Charlène Denize Quentin Langlois          |
| Orléans 2009 (detalhes)         | Sofia Gassoumi Arnaud Pasztory        | Aéla Royer Benjamin Leze                  | Géraldine Bott Neil Brown                 |
| Orléans 2010 (detalhes)         | Gabriella Papadakis Guillaume Cizeron | Géraldine Bott Neil Brown                 | Tiffany Zahorski Alexis Miart             |
| Orléans 2011 (detalhes)         | Gabriella Papadakis Guillaume Cizeron | Elektra Hetman Benjamin Allain            | Myriam Gassoumi Clément Le Molaire        |
| Orléans 2012 (detalhes)         | Gabriella Papadakis Guillaume Cizeron | Estelle Elizabeth Romain Legac            | Magali Leininger Maxime Caurel            |
| Orléans 2013 (detalhes)         | Estelle Elizabeth Romain Legac        | Angélique Abachkina Louis Thauron         | Myriam Gassoumi Clément Le Molaire        |
| Orléans 2014 (detalhes)         | Angélique Abachkina Louis Thauron     | Sarah-Marine Rouffanche Geoffrey Brissaud | Hana Gassoumi Corentin Rahier             |
| Orléans 2015 (detalhes)         | Marie-Jade Lauriault Romain Le Gac    | Adelina Galyavieva Laurent Abecassis      | Sarah-Marine Rouffanche Geoffrey Brissaud |
| Villard-de-Lans 2016 (detalhes) | Angélique Abachkina Louis Thauron     | Natacha Lagouge Corentin Rahier           | Julia Wagret Mathieu Couyras              |
| Villard-de-Lans 2017 (detalhes) | Loïcia Demougeot Théo Le Mercier      | Mathilde Viard Renan Manceaux             | Marie Dupayage Thomas Nabais              |
| Villard-de-Lans 2018 (detalhes) | Loïcia Demougeot Théo Le Mercier      | Evguenia Lopareva Geoffrey Brissaud       | Lou Terreaux Noe Perron                   |

#### Patinação sincronizada júnior
| Evento                          | Ouro         | Prata       | Bronze          |
| Villard-de-Lans 2018 (detalhes) | Jeanne D'Arc | Les Zoulous | Les Chrysalides |